# Non voglio che Clara (album)
Non voglio che Clara è il secondo album in studio dell'omonimo gruppo, uscito nel 2006.
Nella canzone Sottile la voce è di Syria.

## Tracce
1. Un nome da signora
2. Ogni giorno di più
3. L'oriundo
4. Troppi calcoli
5. In un giorno come questo
6. Porno
7. Sottile
8. Questo lasciatelo dire
9. L'avaro
10. Cary Grant

## Formazione
- Fabio De Min - voce, pianoforte, chitarra acustica
- Stefano Scariot - chitarra elettrica, chitarra acustica
- Matteo Visigalli - basso
- Fabio Tesser - batteria
- Marcello Batelli - chitarra

Altri musicisti
- Syria - voce in Sottile
- Alessandro Grazian - mandolino in Un nome da signora e arrangiamento d'archi in "L'oriundo"

### Citazioni
La canzone  Cary Grant, ispirata a Notorious di Alfred Hitchcock, contiene una citazione di una poesia di E.E.Cummings "Somewhere".